# Triuncina
Triuncina é um gênero de mariposa pertencente à família Bombycidae.